# Aeroporto di Anadyr'
L'Aeroporto di Anadyr, in precedenza noto anche come Aeroporto Ugol'nyj, è un aeroporto internazionale situato a 11 km ad est da Anadyr', nel Circondario autonomo di Čukotka, che fa parte del Circondario federale dell'Estremo Oriente della Russia.

## Storia
L'aeroporto è stato originalmente costruito, negli anni 50 durante la guerra fredda, come base per bombardieri intercontinentali.
Il 9 ottobre 2011 dopo la ricostruzione della pista aeroportuale la compagnia aerea russa UTair ha inaugurato i voli diretti per Mosca senza scalo all'aeroporto di Jakutsk con gli aerei Boeing 757-200.

## Strategia
L'aeroporto è hub per la compagnia aerea russa Čukotavia.

## Dati tecnici
L'aeroporto di Anadyr'-Ugol'nyj è l'aeroporto civile di prima classe (classe A).
La pista dell'aeroporto è certificata secondo le meteo categorie I e II dell'ICAO.
La lunghezza della pista attiva è di 3.500 m х 60 m.
Il peso massimo al decollo dall'aeroporto è di 200 t.
L'aeroporto è equipaggiato per i seguenti tipi degli aerei civili: Antonov An-2, Antonov An-12, Antonov An-24, Antonov An-26, Boeing 747, Boeing 767, Boeing 777, Ilyushin Il-18, Ilyushin Il-62, Ilyushin Il-76, Ilyushin Il-96, Tupolev Tu-134, Tupolev Tu-154, Tupolev Tu-204/Tu-214, Yakovlev Yak-40 e per tutti i tipi degli elicotteri.

## Collegamenti con Anadyr'
L'aeroporto di Anadyr' si trova sulla sponda opposta della Baia di Anadyr' vicino alla cittadina Ugol'nye Kopi dalla quale prende il suo nome Ugol'nyj. Nel periodo estivo l'aeroporto è raggiungibile ogni due ore dal traghetto che collega Anadyr' con il molo no.10 della cittadina Ugol'nye Kopi. In coincedenza col traghetto dal porto navale partono le navette per il Terminal aeroportuale. Durante l'inverno sulla strada di ghiaccio che copre la Baia di Anadyr' in coincidenza con le partenze degli aerei circola la navetta che collega il Terminal con il centro di Anadyr'. Inoltre, l'aeroporto è servito da numerosi taxi nel periodo invernale. Nei mesi di maggio e ottobre l'aeroporto è raggiungibile dalla città solo con gli elicotteri Mil Mi-8 che partono/arrivano all'Eliporto di Anadyr' qualche volta al giorno.